# Vice (revista)
Vice é uma revista impressa e um site estadunidense-canadense dedicados a temas como artes, cultura e notícias. Fundada em 1994 na cidade de Montreal, Quebec, Canadá, a revista mais tarde expandiu-se para a Vice Media, que consiste em divisões que incluem, além da revista e do site, uma produtora de cinema, uma gravadora e um selo editorial. Em outubro de 2014, Andrew Creighton era o presidente e o editor-chefe era Rocco Castoro. A empresa conta com 29 escritórios em todos os continentes, exceto África e Antártida.

## História
Fundada por Suroosh Alvi, Gavin McInnes e Shane Smith, a revista foi lançada em 1994 como a Voz de Montreal com financiamento do governo, e a intenção dos fundadores era fornecer trabalho e um serviço comunitário. Quando os editores mais tarde tentaram dissolver seus compromissos com o editor original Alix Laurent, eles o compraram e mudaram o nome para Vice em 1996.
Richard Szalwinski, milionário canadense do setor de software, adquiriu a revista e transferiu a operação para a cidade de Nova York no final dos anos 90. Após a mudança, a revista rapidamente desenvolveu uma reputação de conteúdo provocativo e politicamente incorreto. Sob a propriedade de Szalwinski, algumas lojas de varejo foram abertas na cidade de Nova York e os clientes puderam comprar itens de moda que foram anunciados na revista. No entanto, devido ao fim da bolha da Internet, os três fundadores acabaram recuperando a propriedade da marca Vice, seguida pelo fechamento das lojas.
A edição britânica do Vice foi lançada em 2002 e Andy Capper foi seu primeiro editor. Capper explicou em uma entrevista logo após a estréia no Reino Unido que o objetivo da publicação era cobrir "as coisas das quais devemos nos envergonhar", e artigos foram publicados sobre tópicos como bukkake e funções corporais.
Até o final de 2007, 13 edições estrangeiras da revista vice foram publicadas, a gravadora independente vice era funcional, e o canal de vídeo on-line VBS.com teve 184.000 visitantes únicos dos EUA durante o mês de agosto. A empresa de mídia ainda estava sediada na cidade de Nova York, mas a revista começou apresentando artigos sobre temas considerados mais sérios do que o conteúdo anterior como o conflito armado no Iraque. Alvi explicou ao The New York Times em novembro de 2007: "O mundo é muito maior que o Lower East Side e o East Village".
McInnes deixou a publicação em 2008, citando "diferenças criativas" como a questão principal. Em uma comunicação por e-mail datada de 23 de janeiro, McInnes explicou: "Eu não tenho mais nada a ver com Vice ou VBS ou DOs & DON'Ts ou qualquer outra coisa. É uma longa história, mas todos concordamos em deixá-la por "diferenças criativas" então por favor não me pergunte sobre isso."
No início de 2012, um artigo na revista Forbes referia-se à Vice-empresa como "Vice-Media", mas o momento exato em que este desenvolvimento do título ocorreu não é de conhecimento público. A Vice adquiriu a revista de moda iD em dezembro de 2012 e, em fevereiro de 2013, a Vice produziu 24 edições globais da revista, com uma circulação global de 1.147.000 (100.000 no Reino Unido). Nesse estágio, Alex Miller substituiu Capper como editor-chefe da edição do Reino Unido. Além disso, o Vice consistia em 800 funcionários em todo o mundo, incluindo 100 em Londres, e cerca de 3.500 freelancers também produziam conteúdo para a empresa.

## Equipe
- Shane Smith - Co-fundador[8]
- Suroosh Alvi - Co-fundador[9]
- Ellis Jones - editor-chefe[10]

## Conteúdo

### Escopo
A revista Vice inclui o trabalho de jornalistas, colunistas, escritores de ficção, artistas gráficos, cartunistas e fotógrafos. Ambos vice' conteúdo online e revista Vice' deixaram de lidar com temas como arte independente e cultura pop e passaram a cobrir tópicos de notícias mais graves. Devido à grande variedade de contribuintes e o fato de que muitas vezes os escritores publicam um pequeno número de artigos com a marca, Vice' o conteúdo varia dramaticamente e sua postura política e cultural é muitas vezes pouco clara ou contraditória. Artigos no site apresentam uma grande variedade de assuntos, muitas vezes coisas não cobertas pela mídia convencional. Os editores da revista defenderam a escola imersionista de jornalismo, que foi passada para outras propriedades da vice-mídia, como o documentário Balls Deep, no canal Viceland. Esse estilo de jornalismo é considerado como uma espécie de antítese DIY para os métodos praticados pelas agências de notícias tradicionais, e foi publicado uma edição inteira de artigos escritos de acordo com esse ethos. Edições inteiras da revista também foram dedicadas às preocupações do povo iraquiano, nativos americanos, pessoas russas, pessoas com transtornos mentais, e pessoas com deficiências mentais. Vice também publica um guia anual para estudantes no Reino Unido.
Em 2007, um anúncio do Vice foi publicado na Internet:
Depois de muitos anos lançando o que equivalia a um livro de referência todo mês, começávamos a ficar entediados com isso. Além disso, muitas outras revistas romperam e começaram a fazer suas próprias mancadas sobre temas. Então, vamos fazer alguns problemas, começando agora, que tenham o que quisermos colocar neles.

### Política
Em uma entrevista de março de 2008 ao The Guardian, [Shane] Smith foi questionado sobre as lealdades políticas da revista e declarou: "Não estamos tentando dizer nada politicamente de maneira paradigmática, esquerda/direita ... Não fazemos isso porque "Não acredito em nenhum dos lados. A minha política é democrata ou republicana? Acho que ambas são horríveis. E, de qualquer forma, não importa. O dinheiro corre para os Estados Unidos; o dinheiro corre para todo lado".
Ele também disse:
Eu cresci sendo socialista e tenho problemas com isso, porque cresci no Canadá e passei muito tempo na Escandinávia, onde acredito que os países legislem a criatividade. Eles cortaram as árvores altas. Todo mundo é um C-menos. Eu vim para a América, para o Canadá porque o Canadá é incrivelmente chato e incrivelmente hipócrita. Obrigado, Canadá.

### Website
A Vice fundou seu site como Viceland.com em 1996, já que o Vice.com já era de propriedade. Em 2007, iniciou o VBS.tv como um domínio que priorizava vídeos sobre impressão, e tinha vários shows gratuitos, como o The Vice Guide to Travel. Em 2011, Viceland.com e VBS.tv foram combinados em Vice.com, também o anfitrião do site da Vice Motherboard em motherboard.vice.com.
Em 2012, a Vice Media foi criada como controladora da Vice Magazine e de outras propriedades, incluindo Vice News na HBO e no site da Vice.com. Desde então, a empresa expandiu e diversificou para incluir uma rede de canais on-line, incluindo Munchies.tv, Motherboard.tv, Noisey.com, Thu.mp e Broadly.

## Reputação
Desde seu início como Voz de Montreal, o vice tinha uma "reputação para provocação". Em 2010, Vice foi descrito como " jornalismo gonzo para a geração do YouTube". À medida que a revista se transformou em uma marca de mídia mais ampla, ela lutou com "como se distanciar de seu passado bruto, mas manter uma reputação suficiente para consolidar e aumentar sua autoridade com seu público principal". No entanto, a revista continuou a enfrentar controvérsias. Em 2013, a revista retirou partes de uma propagação de moda intitulada "Last Words", que mostrava "escritoras se matando". Também em 2013, o vice-presidente voltou a controvérsia quando o então editor da revista se juntou ao milionário John McAfee, que escapou das autoridades para evitar ser interrogado sobre um caso de assassinato.

### Assédio sexual no Vice
No outono de 2017, várias histórias foram publicadas, citando alegações de má conduta sexual e uma cultura geral de “clubes de meninos” na Vice Media da Vice Magazine.

## Prêmios
Prêmio Vladimir Herzog
Prêmio Vladimir Herzog de Fotografia
| Ano  | Obra                                                                                       | Veículo de mídia    | Autor          | Resultado |
| ---- | ------------------------------------------------------------------------------------------ | ------------------- | -------------- | --------- |
| 2017 | Foto de abertura da reportagem “Tiroteios, mortes e invasões dominam o Complexo do Alemão” | VICE – São Paulo/SP | Fábio Teixeira | Venceu    |